# Städer i Homels voblast
Städer i Homieĺs voblasć i Belarus har kriterier för ortsstorlekar bestämda i enlighet med belarusisk lag (den 5 maj 1998 № 154-Z). ”Om administrativa och territoriella uppdelningen och om ordningen för att lösa frågor om den administrativa och territoriella ordningen i Republiken Belarus”.
Städerna är indelade i följande underkategorier:
- en stad av republikansk subordination – Minsks stad, Republiken Belarus huvudstad.
- städer av regional-subordination – de största orterna (med en folkmängd på minst 50 000 personer), som är administrativa och stora ekonomiska och kulturella centra med en utvecklad industriell och social infrastruktur.
- städer av distrikts-subordination – orter med en befolkmängd på minst 6 000 personer som har industrianläggningar, nätverk av institutioner för socialt och kulturellt och hushållsändamål, med förutsättningarna för vidareutveckling och befolkningstillväxt.

## Karta över städer i Homieĺs voblasć
Städer med folkmängd:
|  |  | – 500 000 och mera          |  |  | – från 10 000 till 19 999 |
|  |  | – från 100 000 till 199 999 |  |  | – från 5 000 till 9 999   |
|  |  | – från 50 000 till 99 999   |  |  | – 4 999 och mindre        |
|  |  | – från 20 000 till 49 999   |  |  |                           |

Den gröna färgen indikerar städer med ökande folkmängd, den röda med minskande folkmängd.

## Antal städer och folkmängd
Den 14 oktober 2009 (folkräkning) (och den 1 januari 2016) fanns det i Homieĺs voblasć 18 städer, däribland 1 stad av regional subordination och 17 städer av distriktssubordination:
| Folkmängd                 | Antal | Antal i procent | Personer | Personer i procent |
| ------------------------- | ----- | --------------- | -------- | ------------------ |
| 200 000 och mera          | 1     | 5,56 %          | 482 652  | 49,13 %            |
| från 100 000 till 199 999 | 1     | 5,56 %          | 108 792  | 11,07 %            |
| från 50 000 till 99 999   | 3     | 16,67 %         | 210 592  | 21,44 %            |
| från 20 000 till 49 999   | 2     | 11,11 %         | 72 083   | 7,34 %             |
| från 10 000 till 19 999   | 4     | 22,22 %         | 58 658   | 5,97 %             |
| från 5 000 till 9 999     | 5     | 27,78 %         | 42 769   | 4,35 %             |
| 4 999 och mindre          | 2     | 11,11 %         | 6 890    | 0,70 %             |
| Summa                     | 18    | 100,00 %        | 982 436  | 100,00 %           |

## Lista över städer i Homieĺs voblasć
Latinska namnen på listan är skrivna i enlighet med de officiella nationella och internationella translitterationsreglerna.
| Nr | Vapen | Namn (latinskt) | Namn (kyrilliskt) | Distrikt (rajon)        | Folkmängd (folkräkning, 2009) | Folkmängd (beräkning, 2016) | Förändring |
| -- | ----- | --------------- | ----------------- | ----------------------- | ----------------------------- | --------------------------- | ---------- |
| 1  |       | Homel           | Гомель            | Homel stad              | 482 652                       | 521 452                     | +8,04 %    |
| 2  |       | Mazyr           | Мазыр             | Mazyrski rajon          | 108 792                       | 112 003                     | +2,95 %    |
| 3  |       | Zjlobin         | Жлобін            | Zjlobin rajon           | 75 866                        | 75 956                      | +0,12 %    |
| 4  |       | Svetlahorsk     | Светлагорск       | Svetlahorsk rajon       | 69 995                        | 69 011                      | −1,41 %    |
| 5  |       | Retjytsa        | Рэчыца            | Retjytski Rajon         | 64 731                        | 66 172                      | +2,23 %    |
| 6  |       | Kalynkavytjy    | Калінкавічы       | Kalinkavitski rajon     | 38 381                        | 39 890                      | +3,93 %    |
| 7  |       | Rahatjoŭ        | Рагачоў           | Rahatjoŭski rajon       | 33 702                        | 34 937                      | +3,66 %    |
| 8  |       | Dobrusj         | Добруш            | Dobrusj rajon           | 18 330                        | 18 380                      | +0,27 %    |
| 9  |       | Zjytkavytjy     | Жыткавічы         | Zjytkavitski rajon      | 15 893                        | 15 933                      | +0,25 %    |
| 10 |       | Chojniki        | Хойнікі           | Chojnicki rajon         | 13 844                        | 12 698                      | −8,28 %    |
| 11 |       | Petrykaŭ        | Петрыкаў          | Petrykaŭ rajon          | 10 591                        | 10 223                      | −3,47 %    |
| 12 |       | Jelsk           | Ельск             | Jelsk rajon             | 9 725                         | 9 262                       | −4,76 %    |
| 13 |       | Buda-Kasjaljova | Буда-Кашалёва     | Buda-Kasjaljoŭski Rajon | 9 016                         | 8 551                       | −5,16 %    |
| 14 |       | Vetka           | Ветка             | Vetkaŭski rajon         | 7 927                         | 8 340                       | +5,21 %    |
| 15 |       | Tjatjersk       | Чачэрск           | Tjatjerski rajon        | 7 991                         | 8 222                       | +2,89 %    |
| 16 |       | Naroŭlja        | Нароўля           | Naraŭljanski rajon      | 8 110                         | 7 929                       | −2,23 %    |
| 17 |       | Vasilevitjy     | Васілевічы        | Retjytski rajon         | 3 923                         | 3 353                       | −14,53 %   |
| 18 |       | Turaŭ           | Тураў             | Zjytkavitski rajon      | 2 967                         | 2 795                       | −5,80 %    |

## Bildgalleri

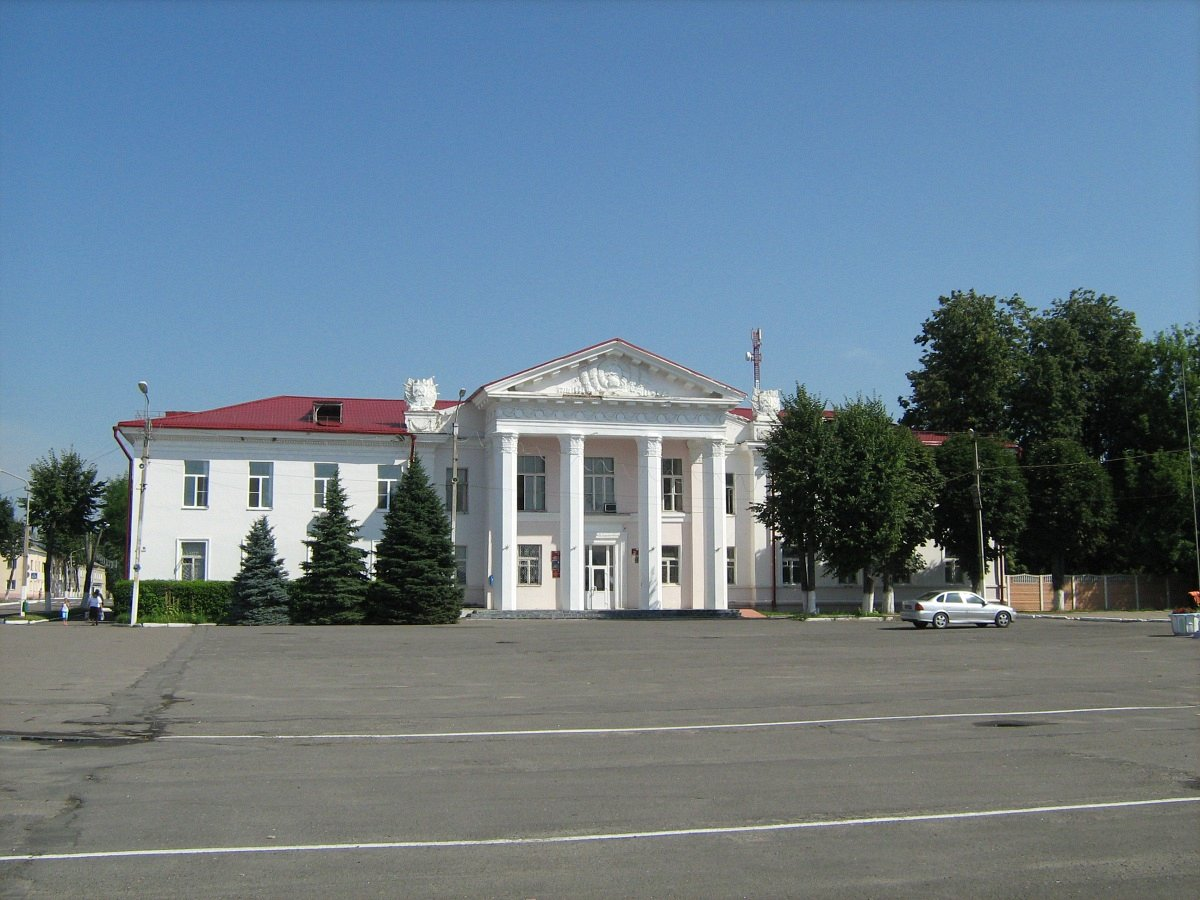
Buda-Kašaliova
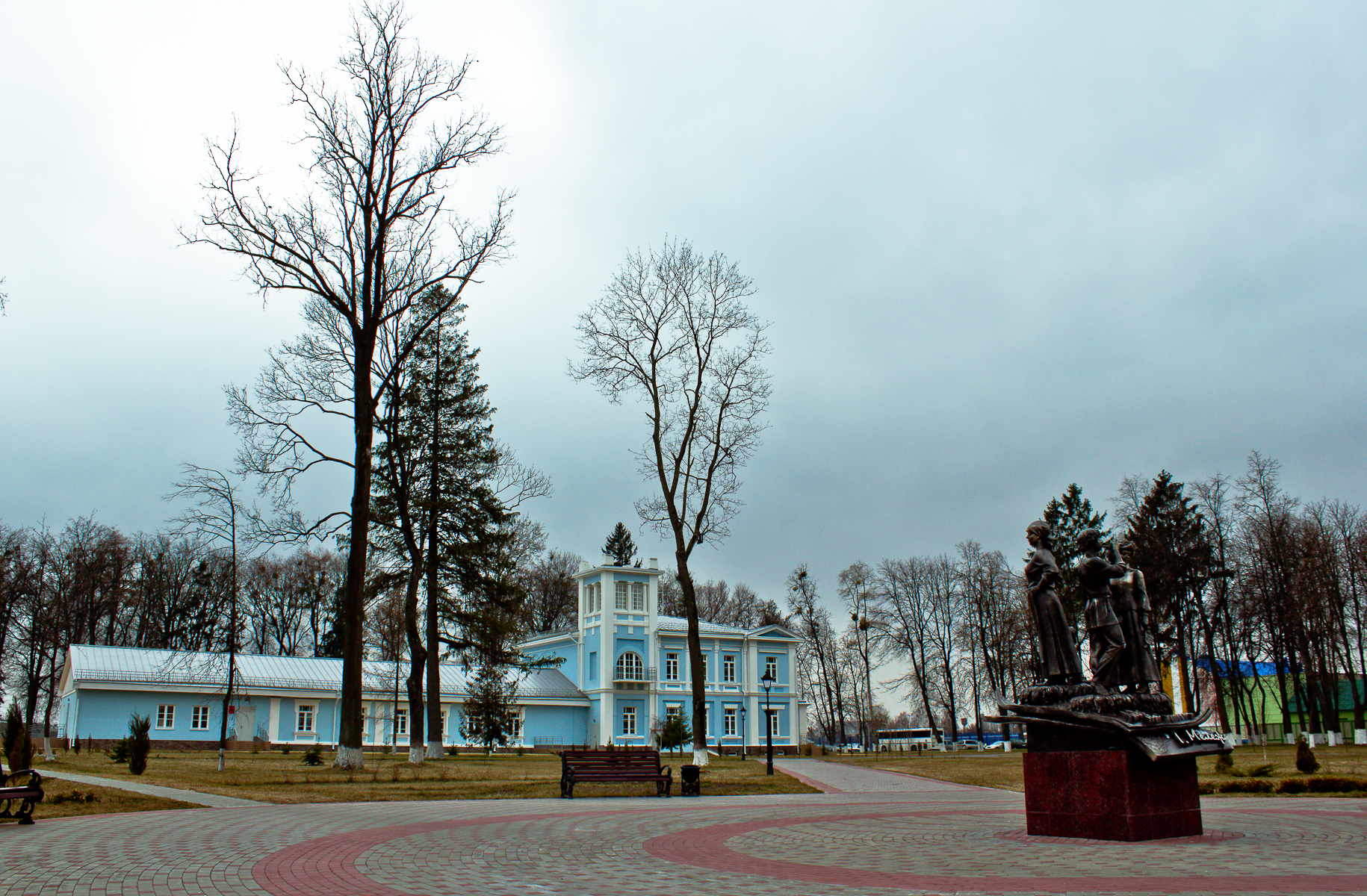
Chojniki
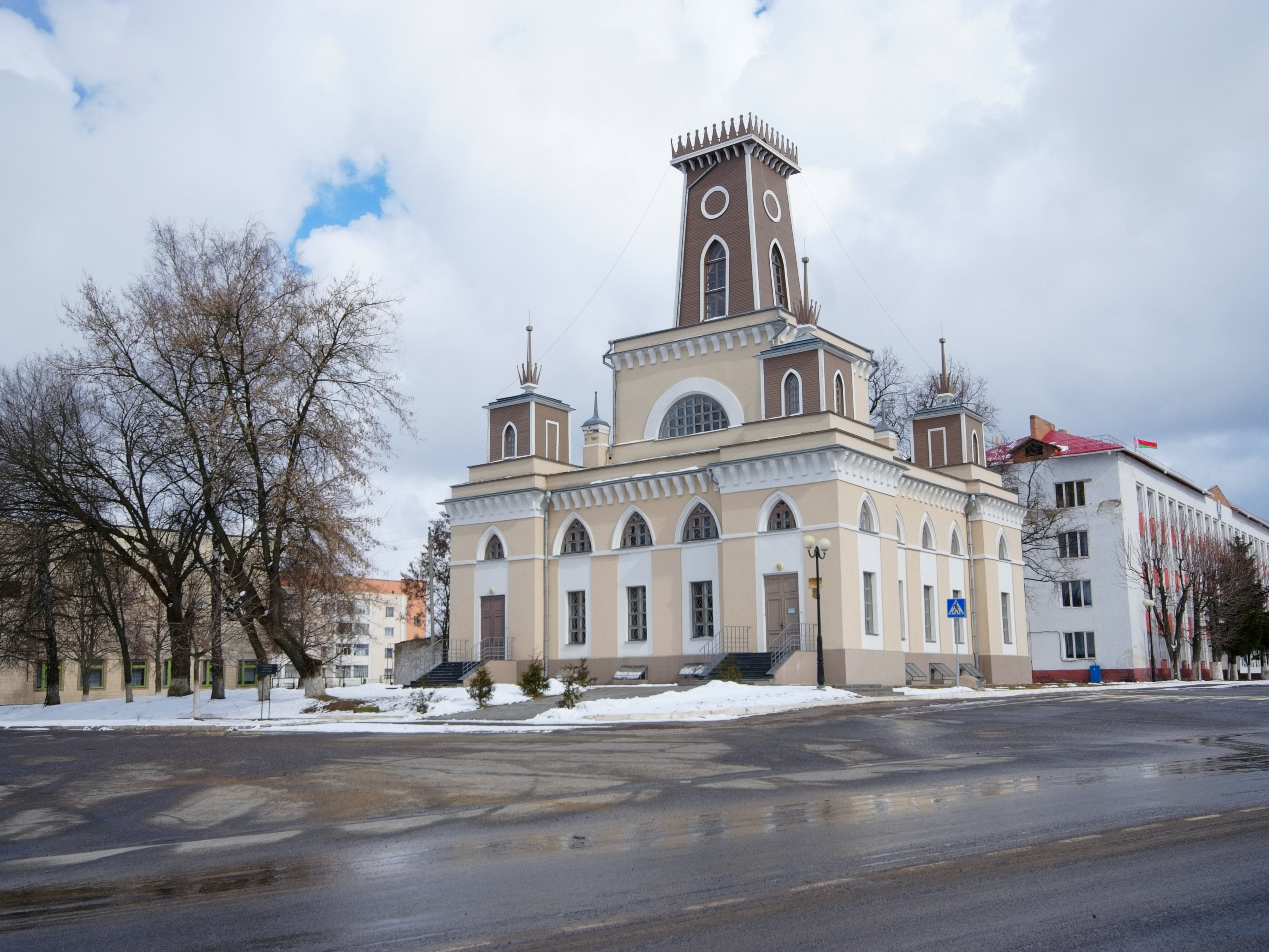
Čačersk
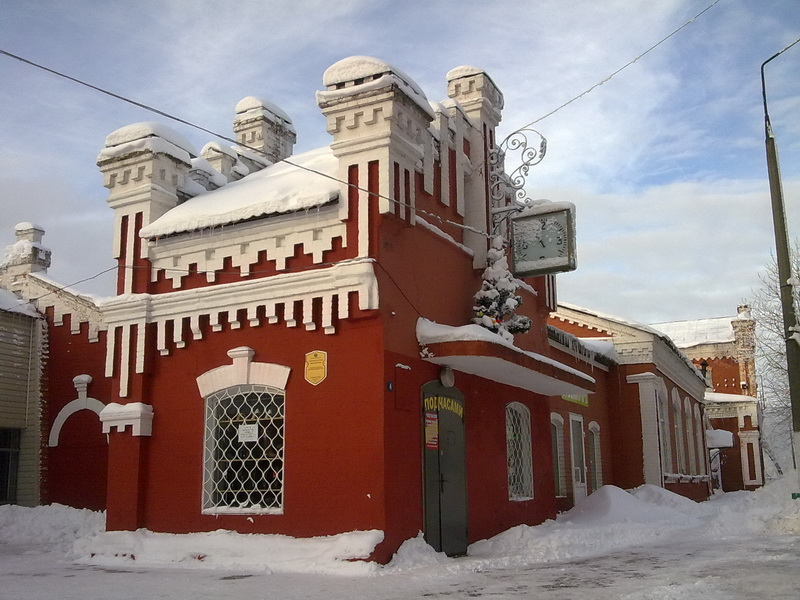
Dobruš
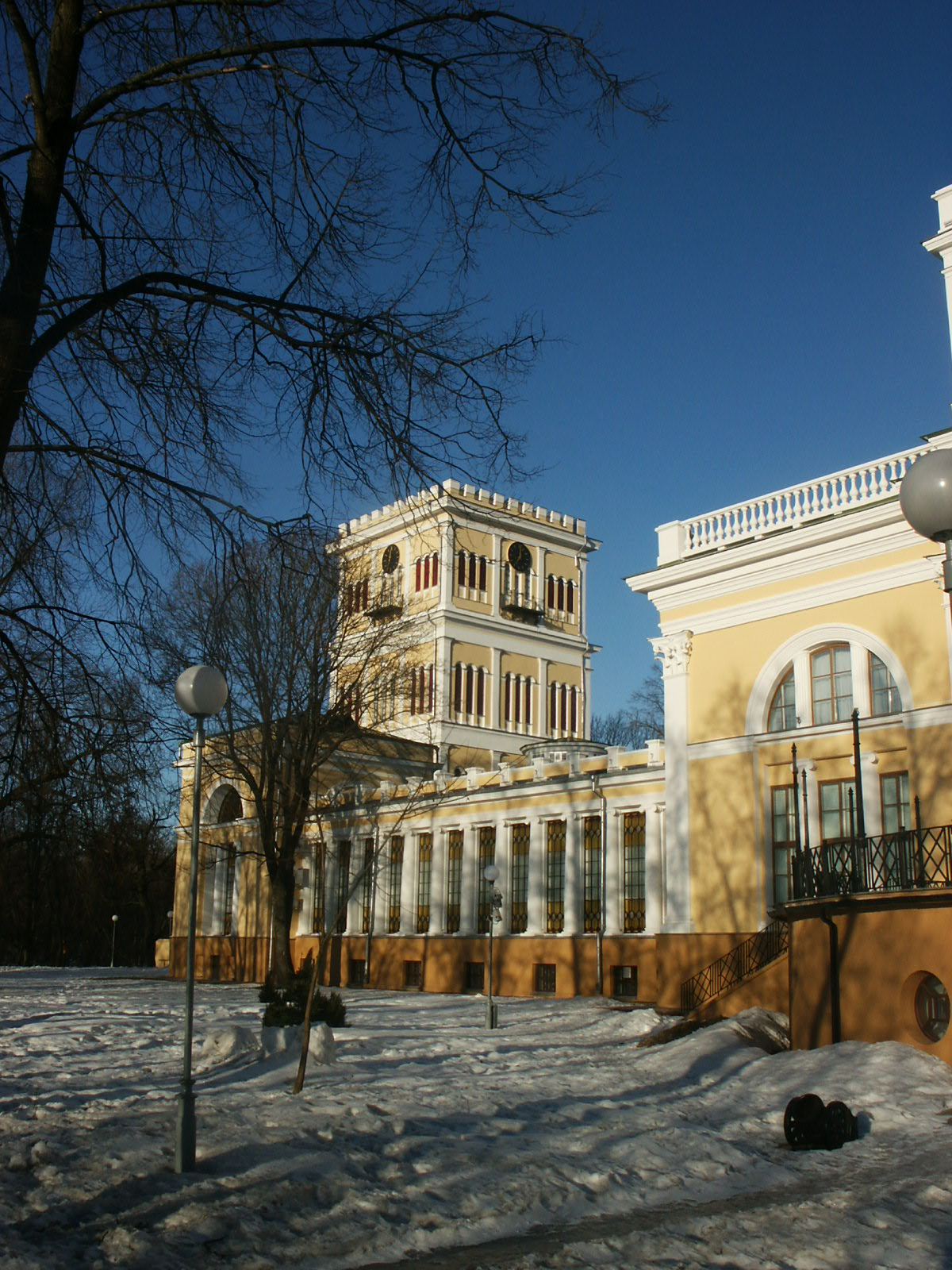
Homieĺ
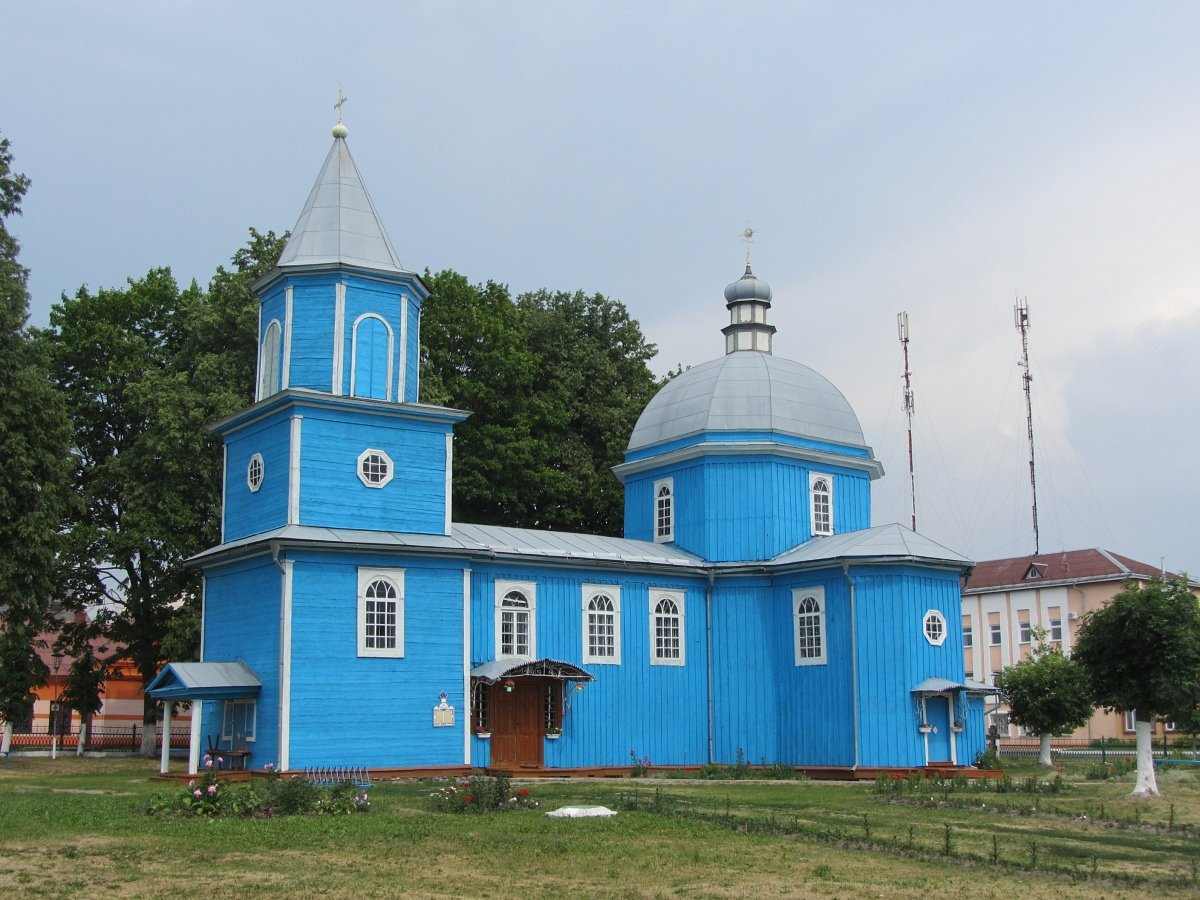
Jeĺsk
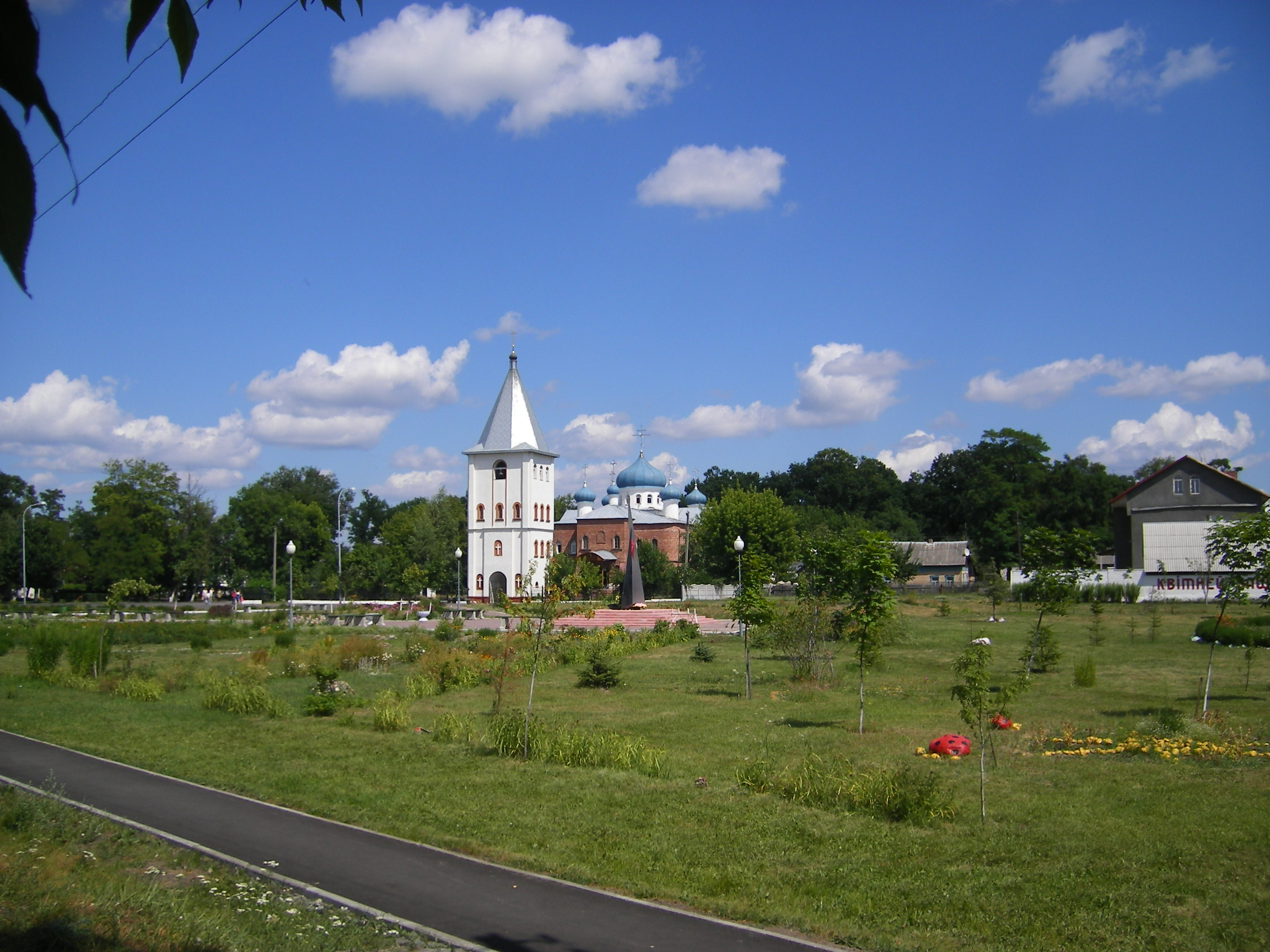
Kalinkavičy
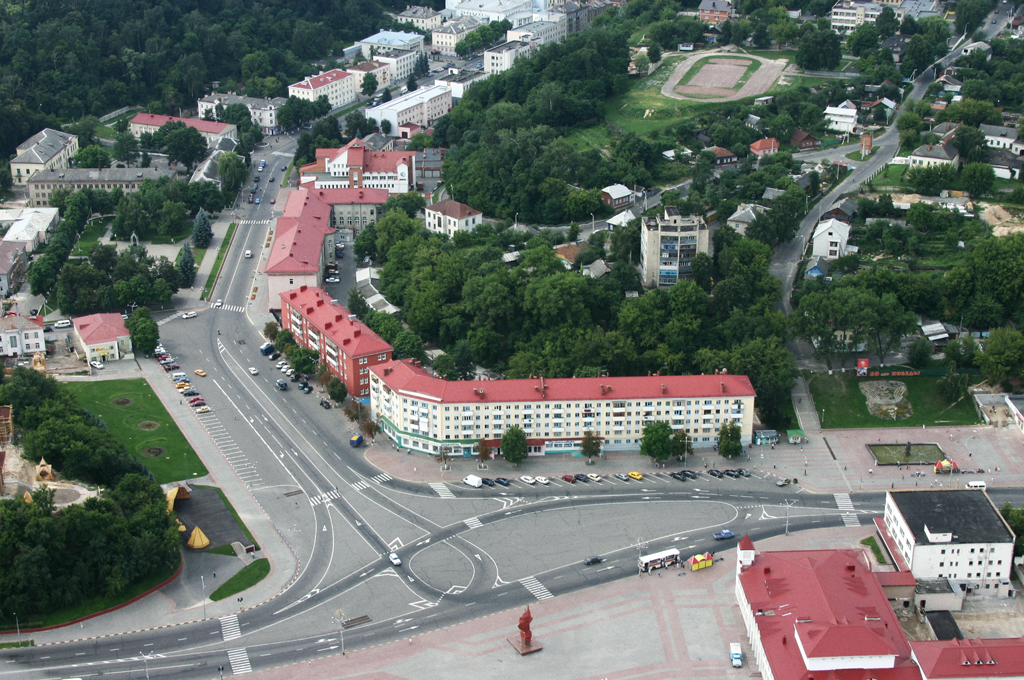
Mazyr
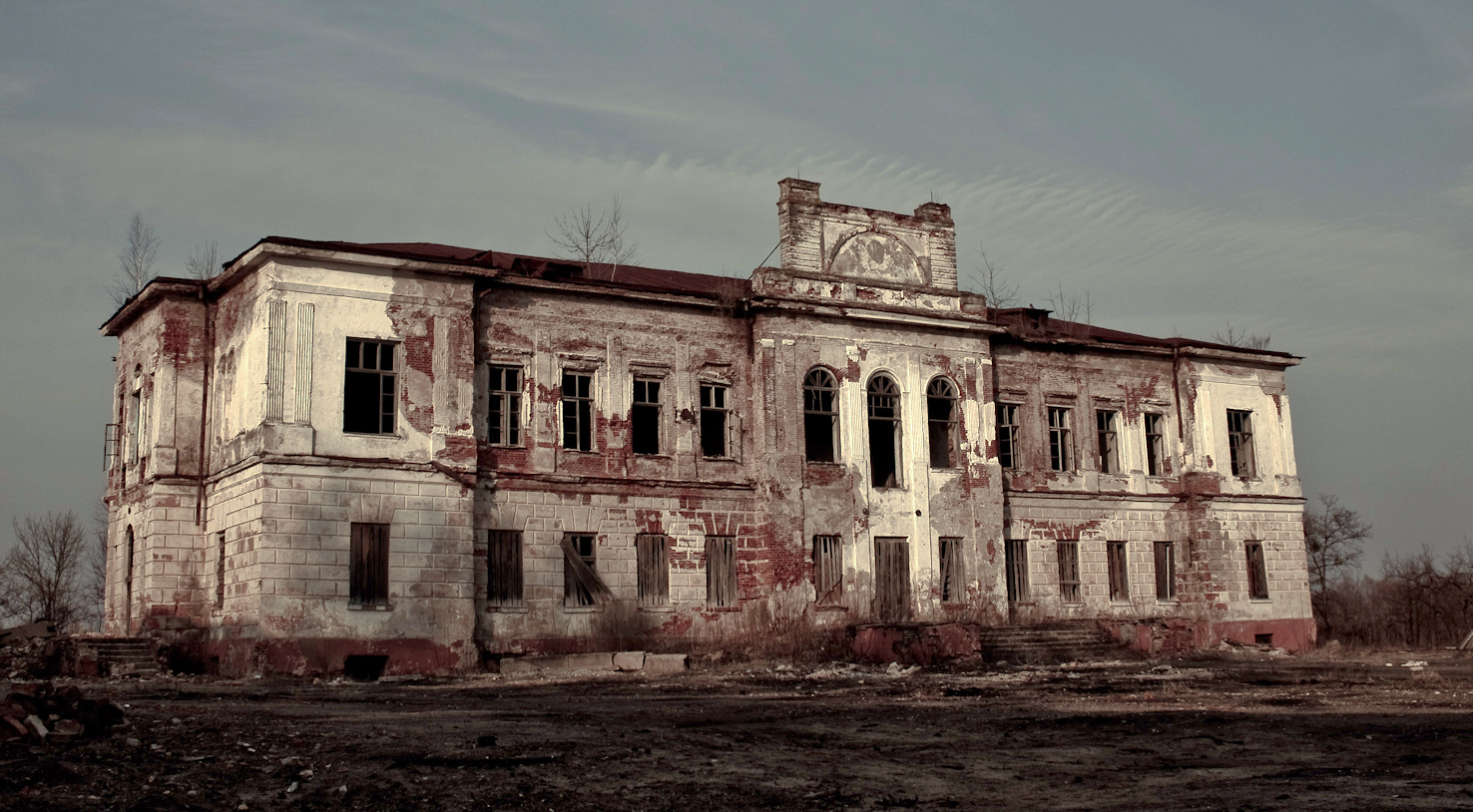
Naroŭlia
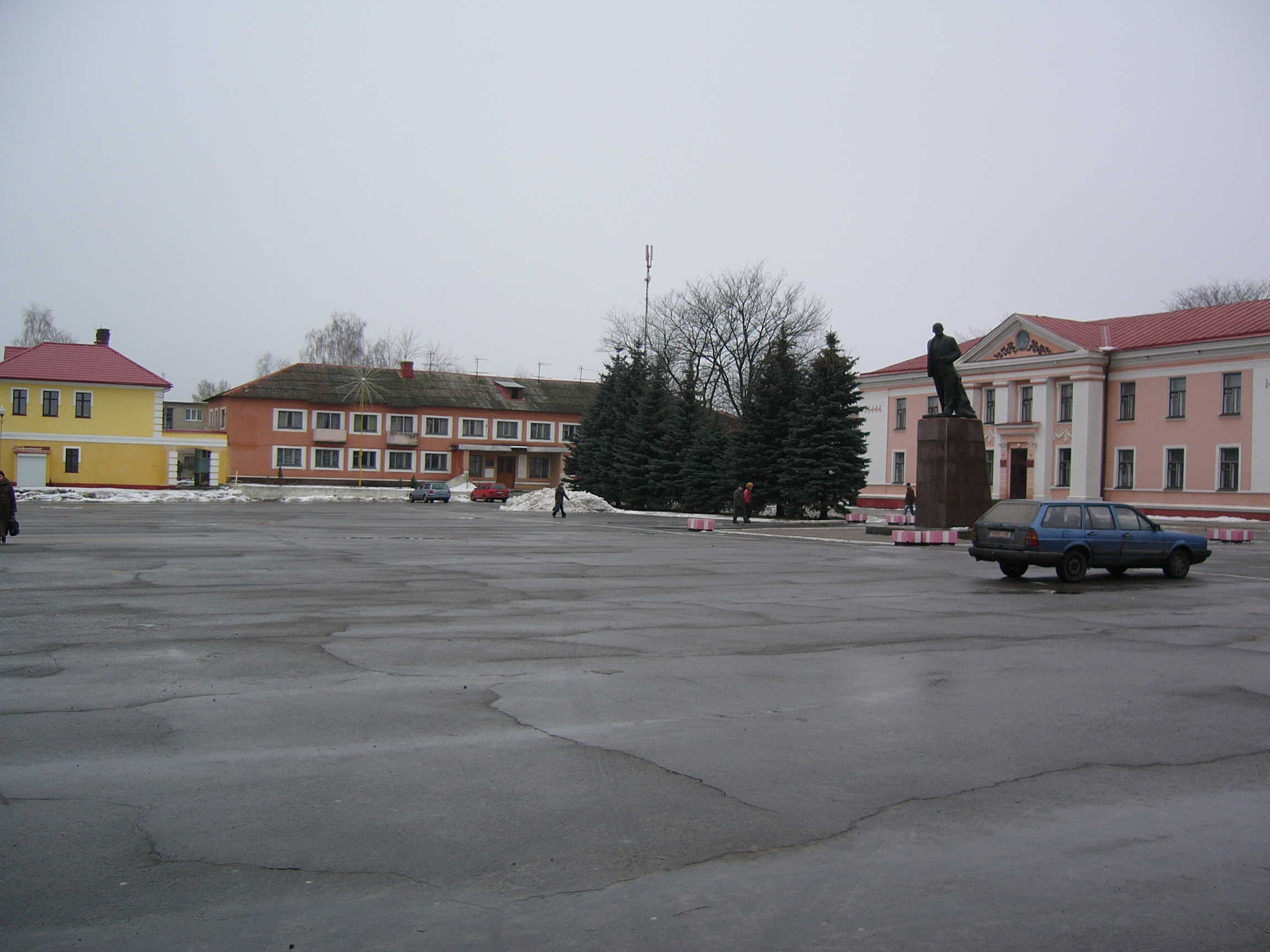
Pietrykaŭ
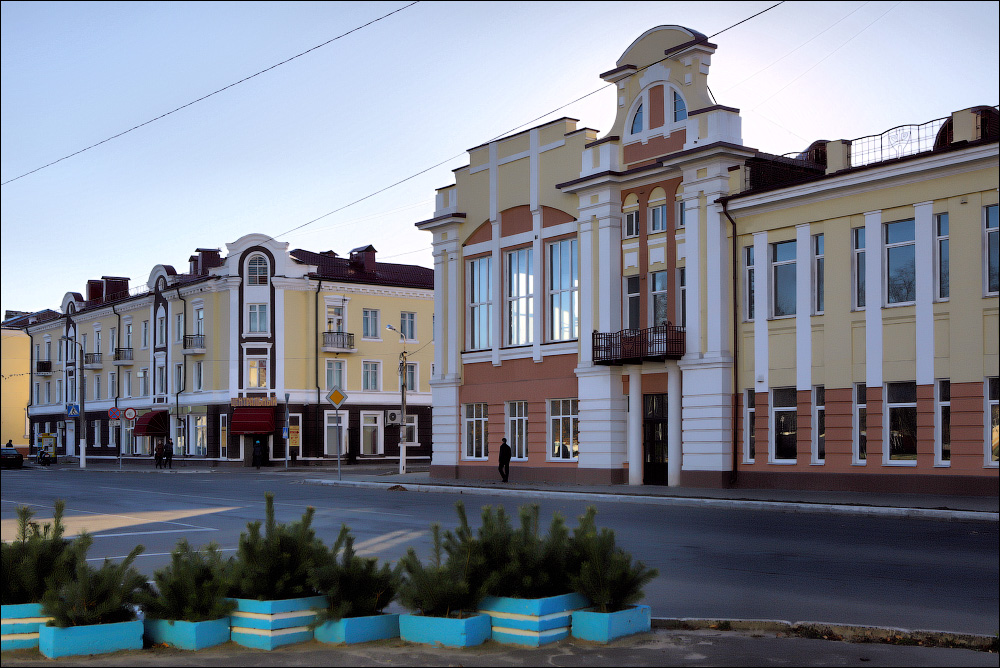
Rahačoŭ
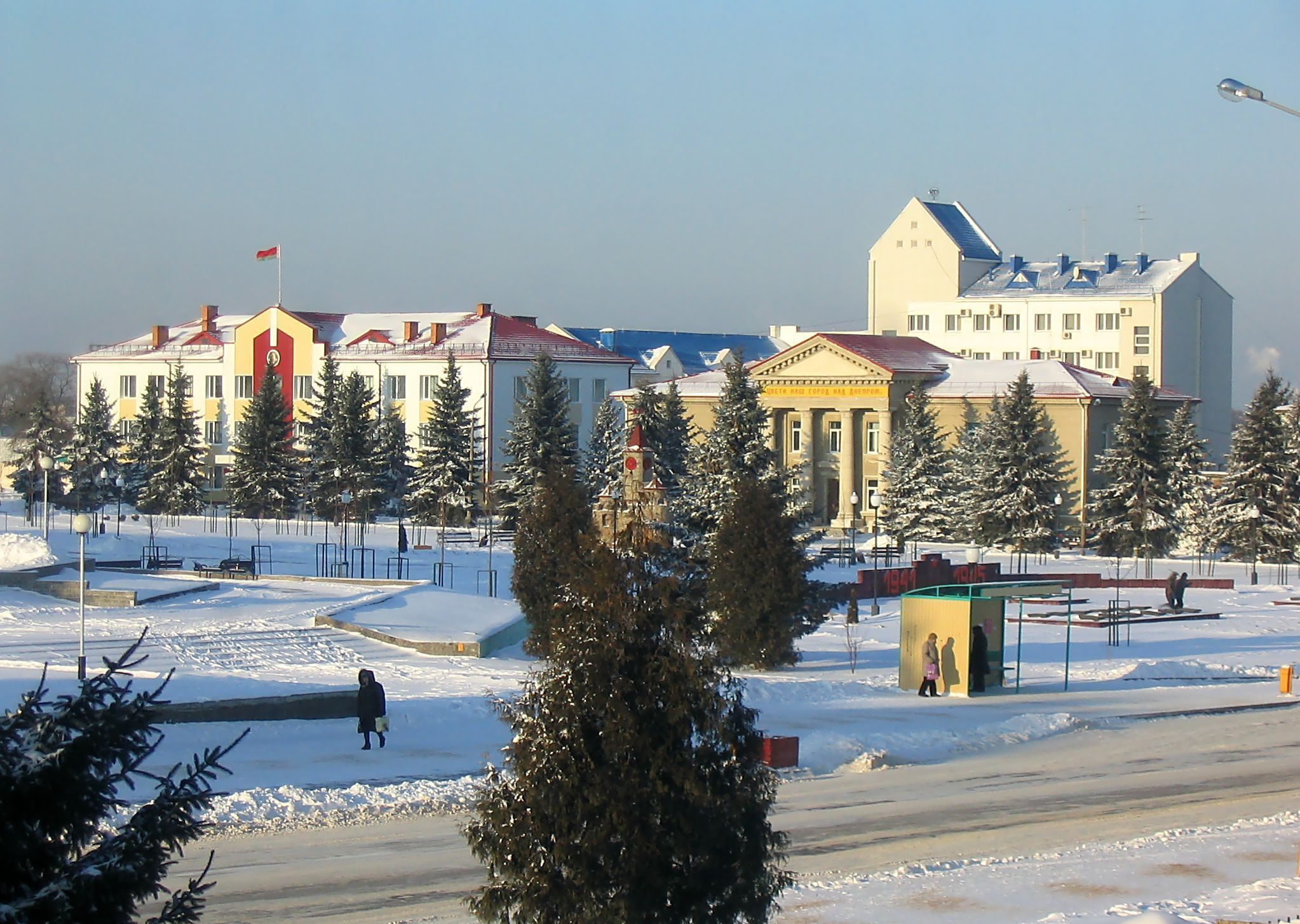
Rečyca
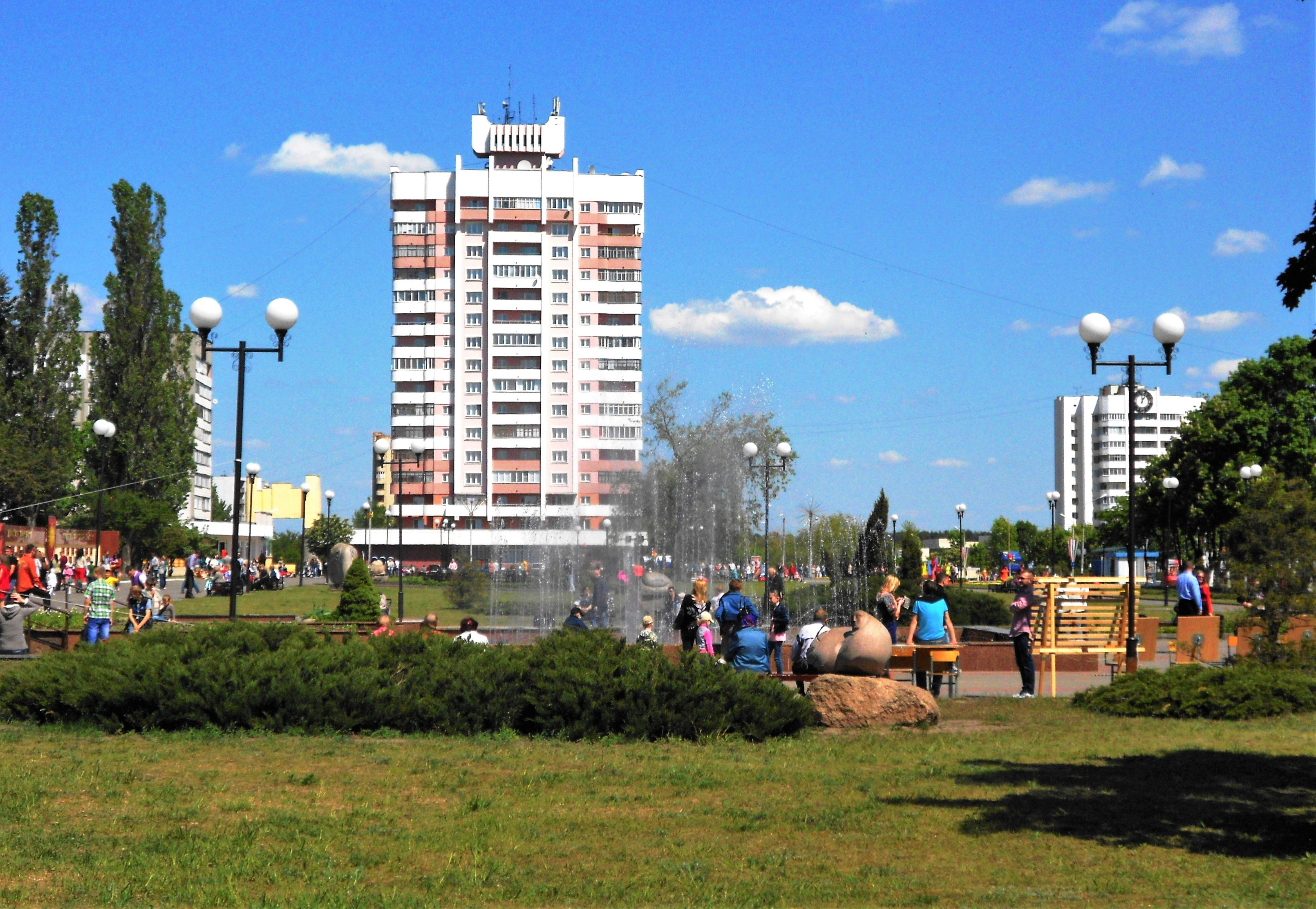
Svetlahorsk
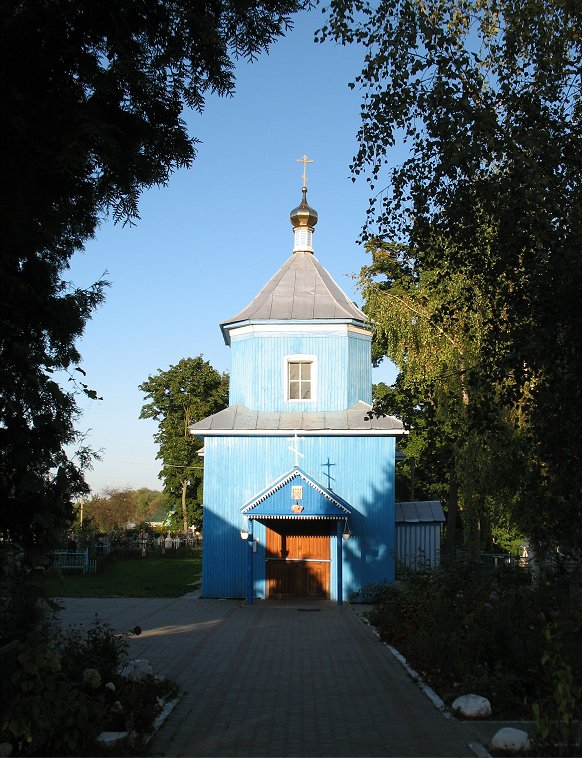
Turaŭ
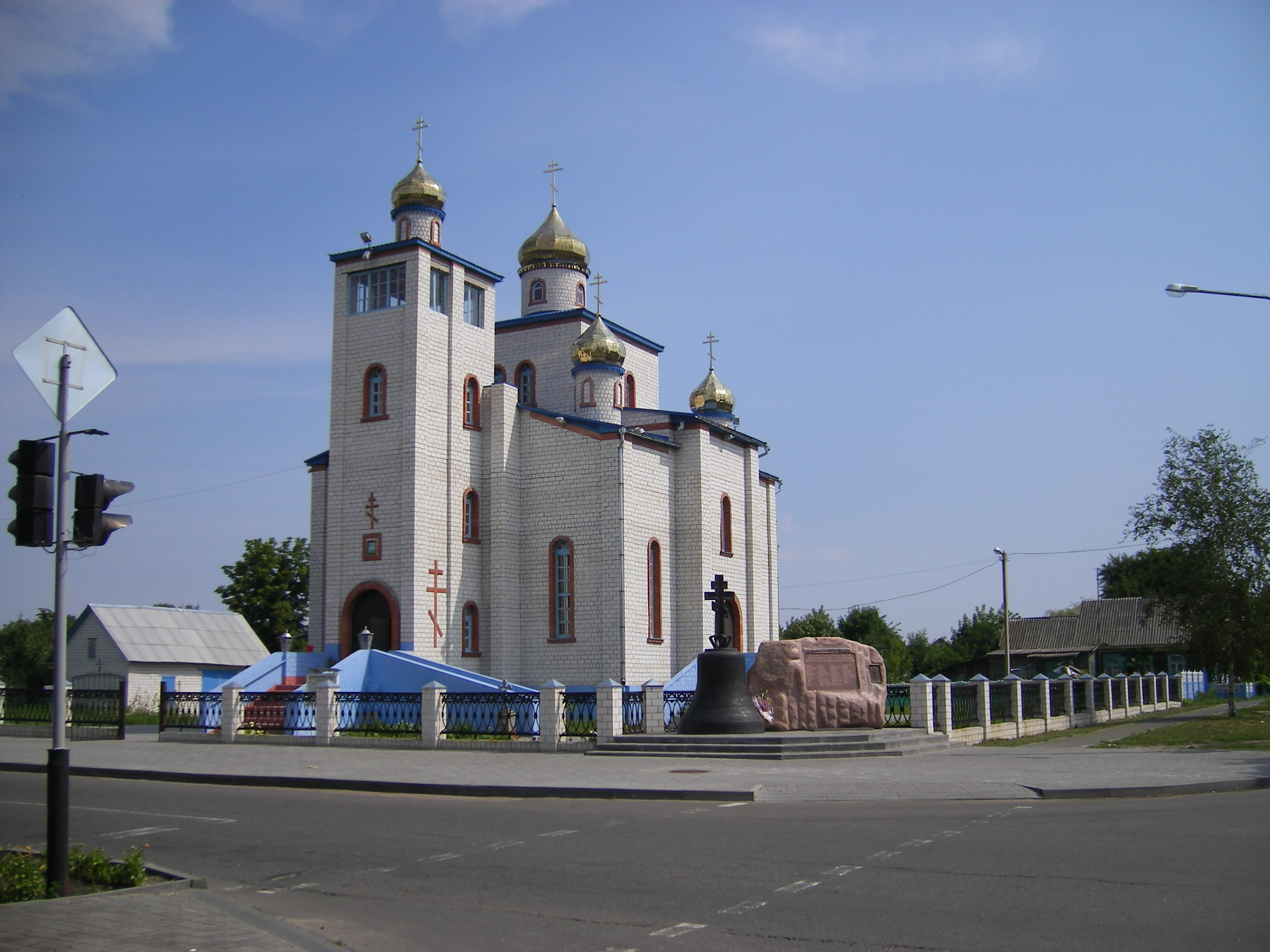
Vietka
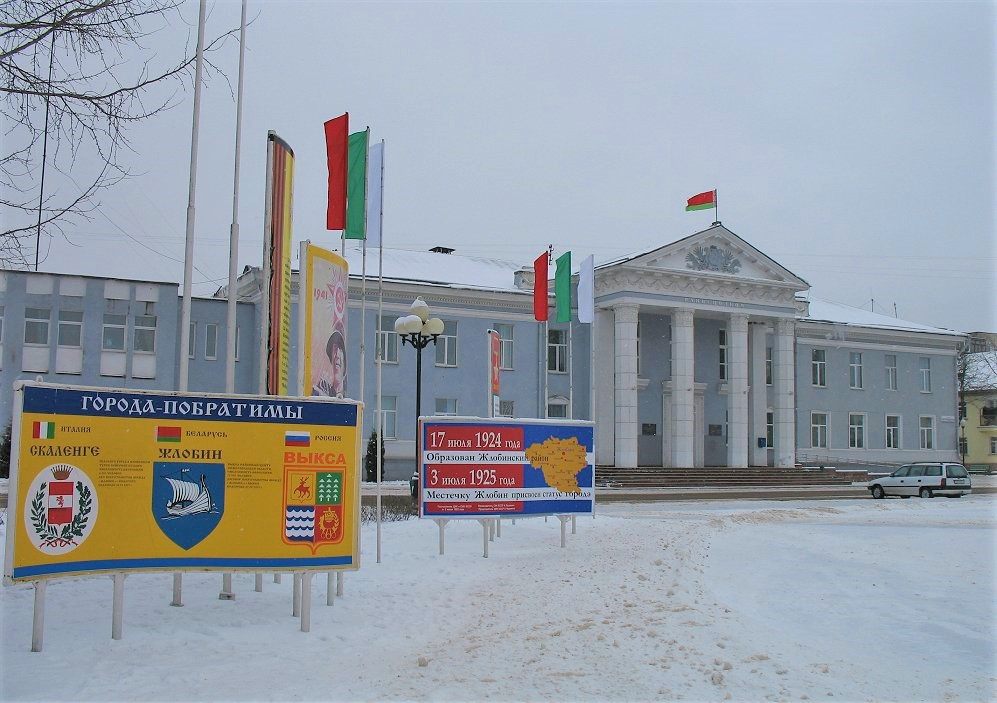
Žlobin